# Musée public national d’Art moderne et contemporain d’Alger
Pour les articles homonymes, voir MAMA.

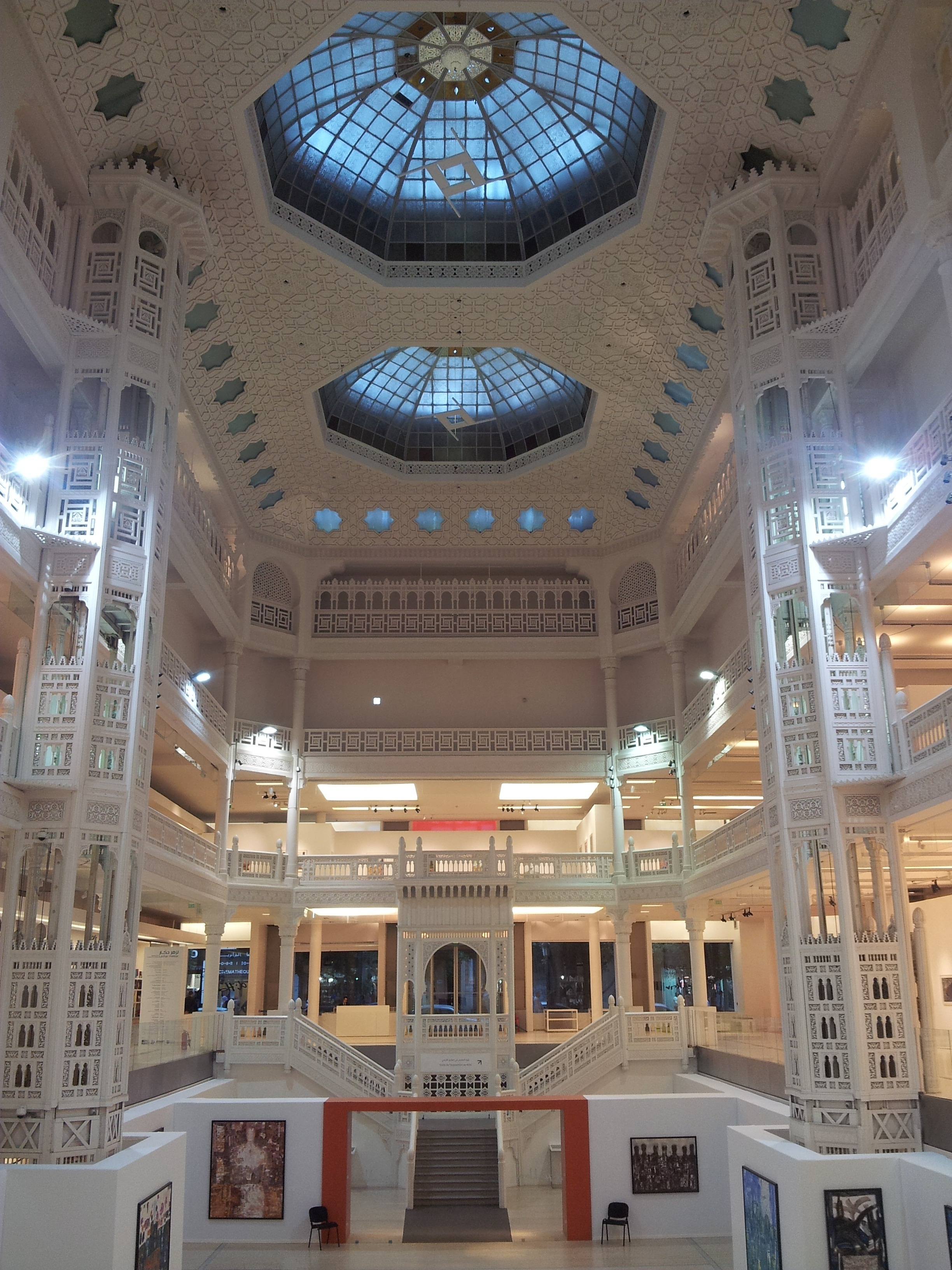
L'intérieur du musée.

Le musée public national d'Art moderne et contemporain d’Alger (MAMA) est un musée d'art moderne et contemporain, inauguré en 2007, situé au cœur de la capitale Alger en Algérie. Sa mission consiste à faire connaître, promouvoir et conserver l'art contemporain algérien tout en assurant une présence de l'art contemporain international par des présentations de sa collection permanente et des expositions temporaires d'œuvres algériens et internationaux.

## Histoire

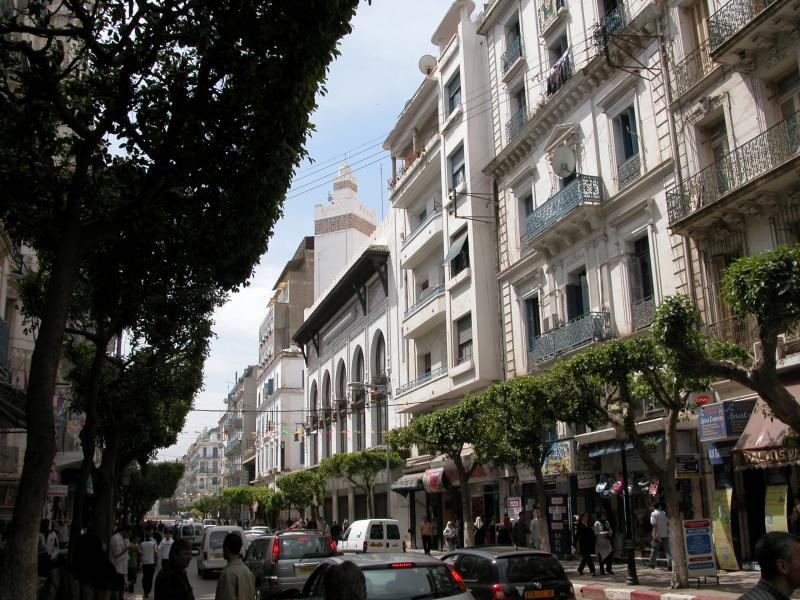
Le Musée sur la rue Larbi Ben M’Hidi à Alger-Centre.

Le Musée d'art moderne se trouve à Alger au coeur de l'artère commerciale rue Larbi Ben M'Hidi. Ce bâtiment néo-mauresque était à l'origine un grand magasin des Galeries de France, construit en 1914 par l'architecte Henri Petit. Après l'indépendance, le magasin est rebaptisé les Galeries algériennes. En 2006, le bâtiment est réhabilité par l'architecte algérien Halim Faidi pour en devenir un musée. Il est classé monument historique en 2008.

## Collections
Le musée depuis sa création a vu ses collections augmenter considérablement grâce aux acquisitions d’œuvres d’art et à la générosité de donateurs et de mécènes individuels.
On y trouve des œuvres des artistes algériens et étrangers comme Lazhar Hakkar, Nadja Makhlouf, Nourredine Chegrane, Patrick Altes, Pierre Jean-Charles Frailong, Selim Bensaâd, Slimane Ould Mohand, Baya, Mohamed Louaïl, Besma Djemila Khalfa, Abderrahmane Ould Mohand, Abdelouahab Mokrani, M'hamed Issiakhem, Moncef Guita, Mourad Salem, Mohammed Khadda, Zineddine Bessaï, Olivier Debré, Moussa Bourdine, Silov Anatoly Alexandrovitch, Sirine Fattouh, Charles Martin, Djamel Djaballah Bellakh, Farès Boukhatem, Halida Boughriet, Kamel Nezzar, Zoubir Hellal et beaucoup d'autres.

## Acquisitions et donations
Le Mama engage depuis sa création un gros travail de collecte d’œuvres d’art, surtout axé autour de la création nationale et en lien étroit avec le milieu du marché de l’art algérien.
En 2016, Mustapha Orif, galeriste et collectionneur a fait don conjointement avec son épouse Fatiha Orif, de près de 70 œuvres d’art moderne et contemporain au Mama. Ce don vient compléter une collection muséale constituée par l’achat de quelques œuvres (essentiellement de Baya), mais aussi par d’autres donations privées, dont deux de plus de 300 œuvres, effectuées par Zoulikha Benzine Inal et Djaâfar Inal. À cela s’ajoute une série d’achats d’œuvres d’artistes algériens dans le cadre de l'événement d'« Alger, capitale de la Culture arabe » ou du « Cinquantième anniversaire de l’indépendance algérienne ».

## Expositions
- 2007 :
  - Majnûn laylâ de Malek Salah, organisée en 2007 à l'occasion d'« Alger capitale de la culture arabe 2007 ».
- 2008 :
  - L'âge d'or des sciences arabes, organisée en collaboration avec l’Institut du monde arabe en 2008, qui rappelle l'héritage arabo-musulman de cette période.
  - Regards des photographes arabes contemporains, organisée en 2008 et qui a regroupé 24 artistes représentant le monde arabe.
  - L'art au féminin, organisée en 2008 et qui regroupé exclusivement de femmes artistes arabes.
  - Design maghrébin, organisée en 2008 dans le but de présenter la création contemporaine des jeunes designers maghrébins.
  - Exposition rétrospective du designer Chafik Gasmi, organisée en 2008.
- 2009 :
  - L'homme, l'art et l'écologie de l'artiste péruvien Sergio Silva Cajahuaringa, organisée en 2009.
  - Reflet d'Afrique, organisée dans le cadre du Festival panafricain d'Alger (2009).
  - Mesli l'africain, organisée en 2009, hommage rendu à Choukri Mesli.
  - Exposition des gravures de Rachid Koraichi, et des calligraphies de Hassan Massoudy en illustration des poésies de Mahmoud Darwich, c'était sous le nom d'Une nation en exil, Mahmoud Darwich (2009).
- 2010 :
  - Regards reconstruits II, en 2010 consacrée aux photographes algériens.
  - Exposition rétrospective d'Olivier Debré, (2010).
  - Exposition rétrospective de M'hamed Issiakhem, (2010)[6].
- 2011 :
  - Exposition rétrospective de Mohammed Khadda, (2011).
  - La photo et la vidéo événement, (2011).
  - Le Retour, dans le cadre du 3e Festival international d'Art contemporain d'Alger (2011).
  - Exposition collective d'artistes peintres A6 : Amine-Khodja Sadek, Arezki Larbi, Bourdine Moussa, Djemai Rachid, Nedjai Mustapha, Oulhaci Mohammed (Du 10.07 au 10.09.2011)
- 2012 :
  - Première exposition en Algérie des œuvres de l'artiste Mahjoub Ben Bella (2012).
- 2013 :
  - Exposition présentant les dernières créations de Lazhar Hakkar (2013).
  - Exposition sous le thème Le Cabinet de Curiosités (2013).
  - Exposition Les photographes de guerre (2013)[7].
  - Exposition des œuvres de Djamel Tatah pour la première fois en Algérie (2013).
- 2014 :
  - Exposition des propres collections du musée sous le thème Genèse d'une collection (2014).
  - La techné, l'art du designer, regroupant 17 artistes designers nationaux et internationaux (2014)[8].
- 2015 :
  - Exposition des propres collections du musée des artistes: M'hamed Issiakhem, Mohamed Louail, Baya, Kamel Nezzar, Mokrani, Koraichi, Malek Salah....(2015).
  - La Saga de la création de la Cinémathèque algérienne, une exposition en partenariat avec la Cinémathèque algérienne(2015).
- 2016 :
  - DZ Manga au MAMA, la bande dessinée à l'honneur au MAMA (2016)[9].
- 2017 :
  - Le Design italien rencontre le design algérien, à l'occasion de la Journée mondiale du Design italien du 2 mars 2017 (2017)[10].

.

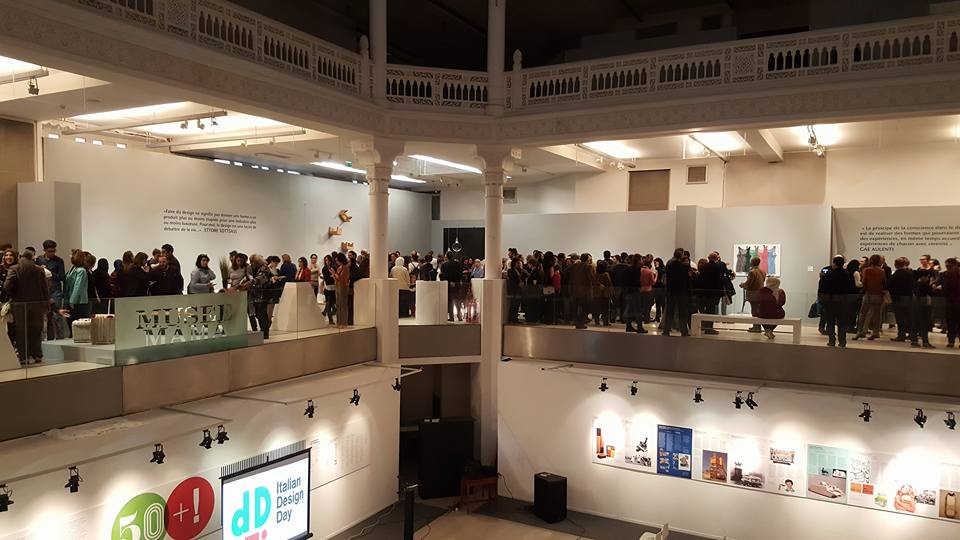
Photo prise lors de l'événement Le Design italien rencontre le design algérien en 2017

- - Paysages et portraits dans les collections du MAMA, est un aperçu sur une petite partie des collections du musée qui ont été constituées ces dernières années en grande partie grâce aux dons de collectionneurs (2017)[11].
- 2018 :
  - Dessinez vos desseins, Salon du Dessin d'Alger, janvier- février 2018
  - EcoDesign, dans le cadre de l'IDD (Italian Design Day) mars-mai 2018
  - Patrimoine Pictural, extrait des collections du Musée, juin- novembre 2018
- 2019 :
  - World Press Photo 2018', le meilleur journalisme visuel de l'année 2018, le 23 janvier 2019
  - Otto Dix, exposition hommage consacrée à ce peintre-décorateur, le 23 mars 2019
  - Des artistes, des œuvres, des enfants, consacrée à l'histoire de l'art algérien, le 18 mai 2019
  - Planète Malek rétrospective, une exposition hommage au premier grand compositeur de musique de film algérien Ahmed Malek (1931-2008), le 22 juin 2019
  - Al-Tiba9 Alger 2019 7e édition, exposition internationale d'art contemporain, performance et fashion design, du 14 septembre 2019 au 7 octobre 2019
  - Mémoire d’une révolution...Histoire d’une héroïne, exposition à l'occasion du 67e anniversaire du déclenchement de la révolution algérienne, du 1er novembre 2021 au 13 novembre 2021

## Publications
Le musée édite et coédite plusieurs publications :
- 2007 :
  - Malek Salah, Majnûn Laylâ, catalogue d'exposition
  - Maghreb, nouveau design "Ornement et modernité", catalogue d'exposition
  - Hamza Bounoua, L’ascension de la lettre vers le ciel, catalogue d'exposition
  - L’âge d’or des sciences arabes, Ahmed Djebbar, catalogue d'exposition
- 2008 :
  - Regards des photographes arabes contemporains, catalogue d'exposition
  - L’art au féminin, catalogue d'exposition
- 2009 :
  - L’homme, l’art et l’écologie, -Sergio Silva Cajahuaringa-, catalogue d'exposition
  - Regards reconstruits, Mohammed Djehiche, catalogue d'exposition
  - La modernité dans l'art africain d'aujourd'hui, catalogue d'exposition
  - Reflets d’Afrique, catalogue d'exposition
  - Mesli l'Africain, catalogue d'exposition
  - Manières de vivre, relectures, catalogue d'exposition
  - Africaines, Nadira Aklouche-Laggoune, catalogue d'exposition,
  - Le Premier Festival International d’Art contemporain d’Alger(FIAC), catalogue d'exposition
- 2010 :
  - Olivier Debré, catalogue d'exposition
  - Voyage, -Le Premier Festival National de la Photographie d’Art(FesPa)-, catalogue d'exposition
  - M’hamed Issiakhem, catalogue d'exposition
  - M'hamed Issiakhem, A la mémoire de..., Djaâfar Inal et Malika Dorbani Bouabdellah, catalogue d'exposition
- 2011 :
  - Khadda, les actes du colloque, Mohammed Djehiche et Nadjet Belkaid-Khadda, catalogue d'exposition
  - Khadda, transformer son identité en termes d'avenir, Mohammed Djehiche et Nadjet Belkaid-Khadda, catalogue d'exposition
  - A6, les six artistes algériens, catalogue d'exposition
  - La photo événement, -Le Premier Festival National de la Photographie d’Art(FesPa)-, catalogue d'exposition
  - Le retour -Le Premier Festival International d’Art contemporain d’Alger(FIAC), Nadira Aklouche-Laggoune, catalogue d'exposition
  - Mahjoub Ben Bella, Mohammed Djehiche, Mustapha Orif et Gérard Durozoi, catalogue d'exposition
- 2012 :
  - La Photographie, 50 ans d’âge -Le Deuxième Festival National de la Photographie d’Art(FesPa)-, Mohammed Djehiche, Omar Meziani et Lyes Meziani, catalogue d'exposition
  - Lazhar Hakkar, Traversée de la mémoire, catalogue d'exposition
- 2013 :
  - Une collection particulière Le cabinet de curiosités de Maître B.S, MAMA et FIAC, catalogue d'exposition
  - Les photographes de guerre, les Djounoud du noir et blanc, catalogue d'exposition
  - L'Introduction du Visuel dans la Guerre de Libération Nationale, L'Image et la Révolution, Colloque
  - Djamel TATAH, catalogue d'exposition
  - Le une histoire, une passion, déjà six ans, catalogue d'exposition
  - Niemeyer Revisité (FIAC 2013), MAMA et FIAC, catalogue d'exposition
  - Museum Of Manufactured Response To Absence (FIAC 2013), MAMA et FIAC, catalogue d'exposition
  - A Propos d'Alger (FIAC 2013), MAMA et FIAC, catalogue d'exposition
- 2014 :
  - Fragments d'Enfance (FesPA 2013), catalogue d'exposition
  - Regard reconstruit 3 "Macrophotographique", catalogue d'exposition
  - El Moudjahidate nos héroïnes, catalogue d'exposition
  - Transhumance, Youcef Nedjimi, catalogue d'exposition
  - Genèse d’une collection, catalogue d'exposition
  - Résidence Photographique de Toudja (FesPA 2014), catalogue d'exposition
  - La Condition humaine… (FesPA 2014), catalogue d'exposition
  - La Techné, l’art de désigner (FIAC 2014), Zoubir Hellal, catalogue d'exposition
- 2017 :
  - Ikbal/Arrivées, (2017), Bruno Boudjelal, Nadira Aklouche-Laggoune, catalogue d'exposition
- 2018 :
  - Dessinez vos desseins (2018),Nadira Aklouche-Laggoune, catalogue d'exposition

## Conservateurs
- Mohamed Djehiche, (2007-2016)
- Meriem Bouabdellah, (intérim) (2016)[12]
- Nadira Aklouche Laggoune (2016-2020)[13]
- Kamel Righi (2020- août 2023)